# Ľubomír Šatka
Ľubomír Šatka (* 2. prosince 1995, Ilava, Slovensko) je slovenský fotbalový obránce, který je momentálně hráčem anglického klubu Newcastle United od ledna 2017 na hostování v DAC Dunajská Streda. Reprezentant Slovenska v mládežnických kategoriích. Začínal na hrotu útoku, pak se přesunul na pozici pravého obránce, hrál i středního záložníka a nakonec se stal stoperem (středním obráncem).
Mezi jeho fotbalové vzory patří Mats Hummels (Německo), Andrij Ševčenko (Ukrajina), David Luiz a Thiago Emiliano da Silva (oba Brazílie). On sám bývá přirovnáván k argentinskému stoperovi Fabricio Coloccinimu.

## Klubová kariéra
Ilavský rodák Ľubomír Šatka začal s fotbalem v dětství s otcem. V mládí hrával v MFK Dubnica. Díky agentovi Chrisi Mcgrathovi byl na týdenních testech v Newcastle United, kam nakonec v květnu 2012 přestoupil. V březnu 2014 podepsal s klubem profesionální smlouvu. Trenér Alan Pardew jej zařadil do 24členné soupisky pro přípravný turnaj na Novém Zélandu.
Debutu v soutěžním zápase za A-tým Newcastlu přezdívaného „straky“ se dočkal 3. ledna 2015 ve 3. kole FA Cupu proti týmu Leicester City FC. Dostal se na hřiště v 58. minutě a v závěru utkání obdržel žlutou kartu. Newcastle prohrál 0:1 a byl z anglického poháru vyřazen.
V lednu 2016 odešel na hostování do klubu York City z anglické 4. ligy.

V lednu 2017 se vrátil v rámci hostování na Slovensko, posílil klub DAC Dunajská Streda. Měl i seriózní nabídky z České republiky.

## Reprezentační kariéra
Ľubomír Šatka reprezentuje Slovensko v mládežnických kategoriích od 15 let. V kategorii do 17 let byl kapitánem.
Za slovenskou jedenadvacítku debutoval 24. května 2014 proti Anglii U23. Se slovenskou jedenadvacítkou slavil v říjnu 2016 postup z kvalifikace na Mistrovství Evropy 2017 v Polsku.
Trenér Pavel Hapal jej zařadil v červnu 2017 do 23členné nominace na šampionát v Polsku. Ve třetím zápase Slovenska v základní skupině A proti Švédsku přispěl jedním gólem k vítězství 3:0. V říjnu 2018, po prohře s Českem (1:2) v utkání Ligy národů, spolu s několika spoluhráči navštívil noční klub. Vzniklý skandál odnesl hlavní trenér Ján Kozák, který rezignoval.